# Indi Lake
Indi Lake är en sjö i Kanada.   Den ligger i provinsen Saskatchewan, i den centrala delen av landet, 2 400 km väster om huvudstaden Ottawa. Indi Lake ligger 538 meter över havet.
Trakten runt Indi Lake består till största delen av jordbruksmark. Runt Indi Lake är det ganska glesbefolkat, med 27 invånare per kvadratkilometer.